# 山本光洋
山本光洋（やまもと こうよう、1957年2月7日 - ）は、日本の男性パントマイマー、大道芸人である。
自身をチャーリー・山本という操り人形に見立てたパントマイム芸で知られる。
ソロ芸人であるが、小島屋万助・本多愛也とともにパントマイマーユニット「トリオ」でも活動している。

## 略歴
神奈川県小田原市出身。神奈川県立小田原高等学校時代は落語研究会に所属し、立教大学在学中には演劇の世界に入る。卒業後にニューヨークのモニ=ヤキムパントマイムシアター、ポリッシュマイムスクールで3年間に渡りパントマイムを学ぶ。その後、帰国して田中泯主宰の「舞塾」で舞踏を学ぶ。
1989年よりパントマイマーとして本格的に活動を開始、「KOYO MIME LIVE」を主宰する。その後、各地の大道芸フェスティバルやイベントなどで活躍し、1997年、イギリス・エディンバラ国際演劇祭で2週間のフリンジ公演を敢行、地元のマスコミより4星評価を獲得した。
1999年、小島屋万助・本多愛也とともにパントマイマーユニット「トリオ」を結成。ソロ活動と並行して活動をしている。
2012年、ヨコハマ大道芸に出演。
現在は、パントマイム・大道芸の他にもオペラ・ダンス・演劇などの世界でも活動している。また、笑点の演芸コーナーへも出演する。

## 主要レパートリー
- 操り人形「チャーリー山本」
- ニワトリに扮する
- 「風船の顔を持つ美女」とダンス

## 外部サイト
- 山本光洋オフィシャルサイト
- 山本光洋|ヨコハマ大道芸2012
- 宝井プロジェクトによるプロフィール